# برنس ديفيد أوسي
برنس ديفيد أوسي (بالإنجليزية: Prince David Osei)‏ هو ممثل غاني ولد بتاريخ 6 ديسمبر 1983.

## أعماله
من أعماله هو فيلم الميت.

## وصلات خارجية
برنس ديفيد أوسي على موقع IMDb (الإنجليزية)
- برنس ديفيد أوسي على موقع قاعدة بيانات الفيلم (الإنجليزية)